# Першотравенська сільська рада (Компаніївський район)
| Першотравенська сільська рада — колишній орган місцевого самоврядування у Компаніївському районі Кіровоградської області з адміністративним центром у с. Першотравенка. Сільській раді підпорядковані населені пункти: - с. Першотравенка - с. Вишнівка - с. Володимирівка - с. Гордіївка |

## Колишні населені пункти
- Лобачівка
- Родниківка

## Склад ради
Рада складається з 14 депутатів та голови.

### Керівний склад ради
| ПІБ                        | Основні відомості                                                                                                | Дата обрання | Дата звільнення |
| -------------------------- | --- | ------------ | --------------- |
| Шрамко Віктор Іванович     | Сільський голова, 1949 року народження, освіта, безпартійний                                                     | 26.03.2006   | 31.10.2010      |
| Томило Анатолій Григорович | Сільський голова, 1958 року народження, освіта середня спеціальна, член Всеукраїнського об'єднання 'Батьківщина' | 31.10.2010   |                 |

Примітка: таблиця складена за даними джерела

## Населення
Згідно з переписом УРСР 1989 року чисельність наявного населення сільської ради становила 859 осіб, з яких 366 чоловіків та 493 жінки.
За переписом населення України 2001 року в сільській раді мешкали 794 особи.

### Мова
Розподіл населення за рідною мовою за даними перепису 2001 року:
| Мова       | Відсоток |
| ---------- | -------- |
| українська | 94,34 %  |
| російська  | 4,15 %   |
| вірменська | 1,13 %   |
| білоруська | 0,13 %   |
| молдовська | 0,13 %   |